# 纳德拜
纳德拜（Nadbai），是印度拉贾斯坦邦Bharatpur县的一个城镇。总人口21644（2001年）。

## 人口
该地2001年总人口21644人，其中男性11680人，女性9964人；0—6岁人口3326人，其中男1820人，女1506人；识字率64.44%，其中男性为74.59%，女性为52.54%。